# Лайма (Огайо)
Лайма або Ліма (англ. Lima) — місто (англ. city) в США, адміністративний центр округу Аллен штату Огайо. Населення — 35 579 осіб (2020).

## Географія
Муніципалітет розташований у північно-західній частині штату поруч з «Інтерстейт 75» на відстані 116 км північніше від Дейтона та 126 км на південний південно-захід від Толідо.
Лайма розташована за координатами 40°44′26″ пн. ш. 84°6′44″ зх. д. / 40.74056° пн. ш. 84.11222° зх. д. (40.740679, -84.112091).  За даними Бюро перепису населення США в 2010 році місто мало площу 35,73 км², з яких 35,13 км² — суходіл та 0,59 км² — водойми.

### Клімат
| Клімат : Лайма                                      | Клімат : Лайма | Клімат : Лайма | Клімат : Лайма | Клімат : Лайма | Клімат : Лайма | Клімат : Лайма | Клімат : Лайма | Клімат : Лайма | Клімат : Лайма | Клімат : Лайма | Клімат : Лайма | Клімат : Лайма | Клімат : Лайма |
| Показник                                            | Січ.           | Лют.           | Бер.           | Квіт.          | Трав.          | Черв.          | Лип.           | Серп.          | Вер.           | Жовт.          | Лист.          | Груд.          | Рік            |
| Середній максимум, °C                               | 1,4            | 4,1            | 9,7            | 15,9           | 21,5           | 26,9           | 29,2           | 28,9           | 24,8           | 18,6           | 10,5           | 3,1            | 16,3           |
| Середній мінімум, °C                                | −8,1           | −6,5           | −1,8           | 3,8            | 9,6            | 15,2           | 17,1           | 16,0           | 11,4           | 5,4            | 0,5            | −5,5           | 4,8            |
| --------------------------------------------------- | -------------- | -------------- | -------------- | -------------- | -------------- | -------------- | -------------- | -------------- | -------------- | -------------- | -------------- | -------------- | -------------- |
| Джерело: NOAA (relative humidity and sun 1961–1990) |                |                |                |                |                |                |                |                |                |                |                |                |                |

## Демографія

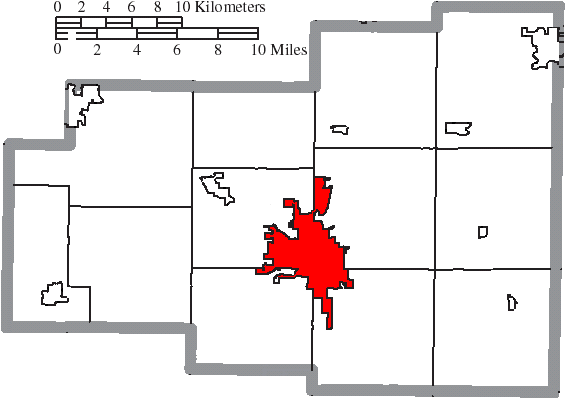
Розташування Ліми на карті округу Аллен

Згідно з переписом 2010 року, у місті мешкала 38 771 особа в 14 221 домогосподарстві у складі 8319 родин. Густота населення становила 1085 осіб/км².  Було 16784 помешкання (470/км²).
Расовий склад населення:
| - 67,1 % — білих - 26,4 % — чорних або афроамериканців - 0,5 % — азіатів - 0,3 % — корінних американців - 1,2 % — осіб інших рас |

До двох чи більше рас належало 4,4 %. Частка іспаномовних становила 3,7 % від усіх жителів.
За віковим діапазоном населення розподілялося таким чином: 24,8 % — особи молодші 18 років, 63,8 % — особи у віці 18—64 років, 11,4 % — особи у віці 65 років та старші. Медіана віку мешканця становила 32,9 року. На 100 осіб жіночої статі у місті припадало 112,0 чоловіків;  на 100 жінок у віці від 18 років та старших — 114,0 чоловіків також старших 18 років.
Середній дохід на одне домашнє господарство  становив 40 393 долари США (медіана — 29 922), а середній дохід на одну сім'ю — 46 755 доларів (медіана — 37 531). Медіана доходів становила 35 423 долари для чоловіків та 28 248 доларів для жінок. За межею бідності перебувало 32,4 % осіб, у тому числі 42,5 % дітей у віці до 18 років та 12,6 % осіб у віці 65 років та старших.
Цивільне працевлаштоване населення становило 14 830 осіб. Основні галузі зайнятості: виробництво — 21,1 %, освіта, охорона здоров'я та соціальна допомога — 20,7 %, мистецтво, розваги та відпочинок — 14,4 %, роздрібна торгівля — 11,3 %.

## Економіка
У місті працює Танковий завод в Лаймі, який є основним виробником основного бойового танку американської армії M1 Abrams.